# Ignace Delecroix
Ignace Delecroix, né Ignace Joseph Delcroix le 13 avril 1763 à Rombies et mort le 10 mai 1840 à Douai est un avocat et homme politique français. Il est enterré au cimetière de Douai.

## Biographie

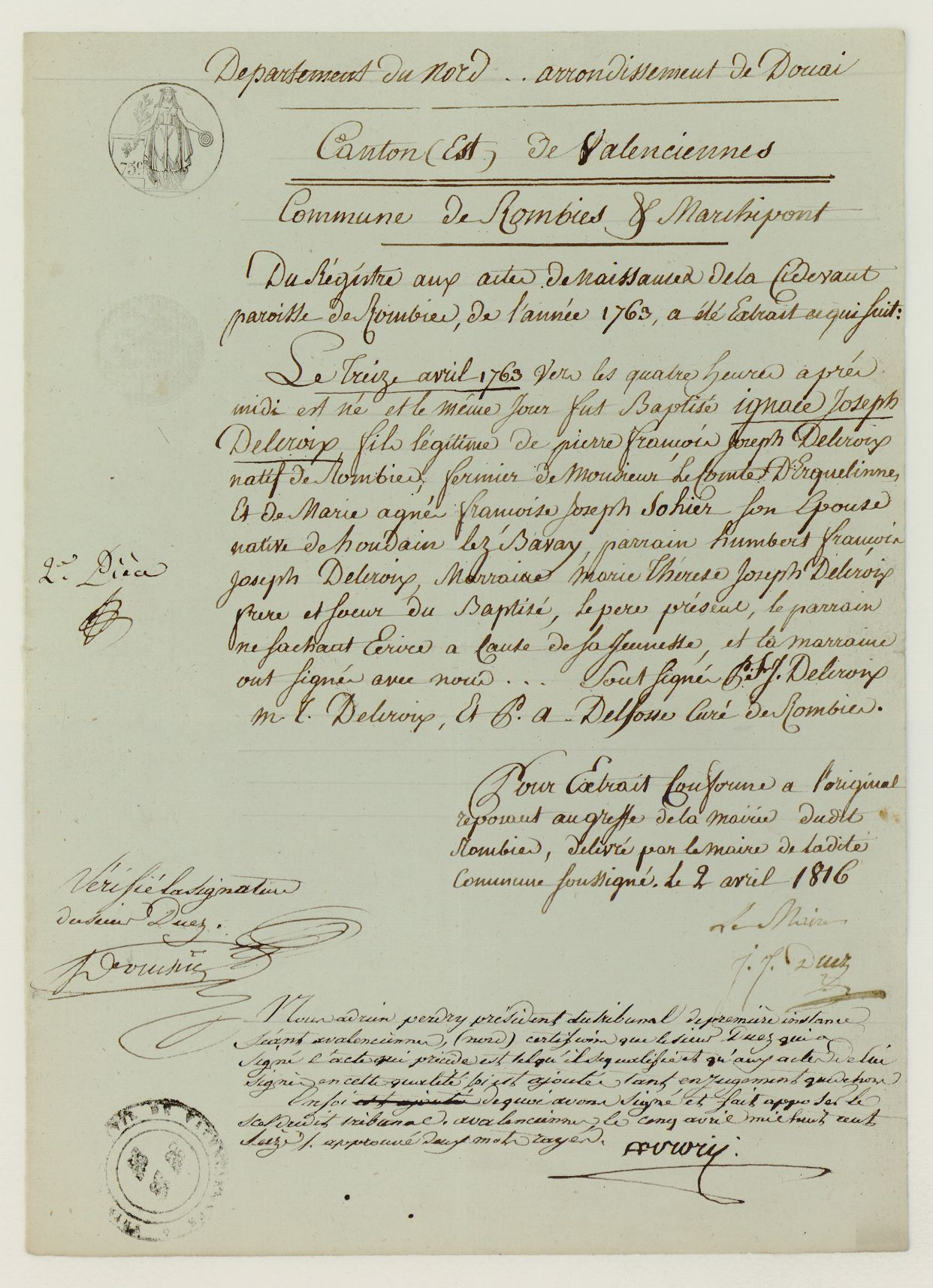
Acte de naissance.

Ignace Joseph Delcroix naît le 13 avril 1763 à Rombies, cette commune fusionne en 1806 avec Marchipont pour former Rombies-et-Marchipont. Il prend ensuite l'habitude d'écrire son nom Delecroix au lieu de Delcroix.
Il est reçu avocat le 27 juillet 1784. En mai 1788, il devient professeur d'Histoire à l'université de Douai, il est nommé d'après un concourts par provision du roi en date du 18 mai 1788. Après un autre concourts, il est nommé professeur de droit dans la même université en juillet 1791. En janvier 1794, il devient président du bureau de paix et de conciliation du district de Douai, puis substitut agent national en novembre 1794, agent national de l'administration centrale de la Belgique en 1795, secrétaire général de l'administration du département de la Dyle en mai 1796. De mai 1798 à 1809, il est secrétaire général au ministère de la justice. Il devient en février 1809 juge à la Cour d'appel de Paris, il y est renommé conseiller lors de la réorganisation du 10 décembre 1810. En 1816, il est nommé conseiller honoraire avec pension par ordonnances des 30 décembre 1815 et 10 janvier 1816.
Ignace Delecroix devient maire de Douai en 1837. Il est nommé officier de la Légion d'honneur le 30 mai 1838, il avait le rang de chevalier depuis le 7 décembre 1814. Il meurt le 10 mai 1840 à Douai et est inhumé au cimetière de Douai.